# Lukas Meili
Lukas Meili (* 19. Januar 1992 in Russikon) ist ein ehemaliger Schweizer Eishockeytorhüter.

## Karriere

### Vereine
Meili spielte als Junior beim Zürcher SC, ehe er in der Saison 2009/10 zu ersten Einsätzen in der National League B beim Partnerverein GCK Lions kam. In der folgenden Saison 2010/11 gehörte er dem erweiterten Kader der ZSC Lions an, kam aber nicht zum Einsatz und absolvierte stattdessen weitere Spiele für die GCK Lions.
In der Saison 2011/12 kam er, wieder neben mehreren Einsätzen bei den GCK Lions, zu seinem ersten National-League-A-Spiel, als er für zwei Partien an die Rapperswil-Jona Lakers ausgeliehen wurde: Im Spiel vom 24. Februar 2012 gegen den EV Zug wurde er bei Spielhälfte eingewechselt und erhielt drei Gegentore.
Auf die Saison 2012/13 wechselte Meili zu den Kloten Flyers, um deren bisherigen Ersatztorhüter Michael Flückiger zu ersetzen. Nachdem Meili bei den ersten vier Partien der Saison als Ersatz nominiert gewesen war, kam er am fünften Spieltag am 25. September 2012 zu seinem ersten Einsatz für die Flyers. Gleichzeitig war dies auch die erste NLA-Partie, welche er komplett durchspielte. Bei der 3:2-Niederlage nach Shootout gegen den HC Lugano erhielt er zwei Gegentore. Meili galt bei den Flyers als potenzieller Nachfolger für den damaligen Stammtorhüter Ronnie Rüeger. Insgesamt kam Meili bis zum Saisonende im April 2013 auf elf Einsätze in der NLA, sah aber nach der Verpflichtung von Martin Gerber durch die Flyers keine Perspektive mehr und erhielt die Freigabe. Gleichzeitig bat Robert Mayer, der beim EHC Biel einen Vertrag unterschrieben hatte, um eine Auflösung dessen. Daraufhin verpflichtete der EHC Biel Lukas Meili als Ersatz für Mayer für zwei Jahre. In Biel war Meili zeitweise Stammtorhüter, erhielt jedoch nach der Saison 2015/16 keine Vertragsverlängerung. Anschliessend trainierte er beim EHC Visp mit, der ihn Ende September 2016 für zwei Monate verpflichtete. Nach der Saison 2017/18 beendete Meili seine aktive Karriere aufgrund eines Schädel-Hirn-Traumas.

### Nationalmannschaften
Lukas Meili spielte auf Juniorenebene für mehrere Schweizer Nationalmannschaften, namentlich für die U17-, die U18-, die U19- und die U20-Auswahlteams. Dabei spielte er in der Saison 2009/10 an der U18-Junioren-Weltmeisterschaft für die Schweiz. Des Weiteren nahm er an der World Junior A Challenge im Jahre 2011 teil. In der Saison 2011/12 spielte er an der U20-Junioren-Weltmeisterschaft.